# 狄邱乡
狄邱乡，是中华人民共和国河北省邯郸市临漳县下辖的一个乡镇级行政单位。

## 行政区划
狄邱乡下辖以下地区：
东狄邱村、双庙村、北漳村、东申村、郝王村、袁村、后村、西申村、冉店村、贾村、前野郭村、后野郭村、后庄村、西狄邱村、张村、牛村、邓庄村、北孔村、北杜西村、王庄村和北杜东村。